# Ludwig Schmidt
Ludwig Schmidt (Dresda, 18 luglio 1862 – Dresda, 10 marzo 1944) è stato uno storico tedesco.

## Biografia
Specialista dell'età altomedievale e delle Invasioni barbariche, è stato autore di vari studi sui Longobardi (1884), su Tietmaro di Merseburgo (1905), sui Germani occidentali (1940), sui Vandali (1941) e sui Germani orientali (1941).

## Opere
- Älteste Geschichte der Langobarden, 1884.
- Thietmar von Merseburg: Die Dresdner Handschrift der Chronik, 1905.
- Allgemeine Geschichte der germanischen Völker bis zur Mitte des 6. Jh., 1909.
- Die Westgermanen, 1940.
- Geschichte der Wandalen, 1941.
- Die Ostgermanen, 1941.